# 捷西斯·加美斯
赫蘇斯·加梅斯·杜阿爾特（西班牙語：Jesús Gámez Duarte，1985年4月10日—），西班牙足球運動員，曾效力英超球隊纽卡斯尔联，主要司職右後衛。
他的職業生涯大多在馬拉加渡過，從2005年為一隊上陣以來在293場正式比賽中上陣。

## 球會生涯

### 馬拉加
加美斯出生於安達魯西亞馬拉加豐希羅拉。他的職業生涯開展於馬拉加的預備隊，在2003–04賽季助球隊成功在西乙護級。他在2005–06賽季中途獲提拔到一線隊，2005年11月27日完成西甲首秀（上陣5五鐘，該場球隊作客2–3負），可是在6月季終馬拉加的一線隊和B隊皆因表現欠佳同被降班。
經歷了兩個西乙賽季，加美斯取代謝拉度成為馬拉加右閘位置上的絕對正選，在2007–08賽季上陣35場的他助球隊重返頂級聯賽。在接著一季，加梅斯繼續是馬拉加後防的重要一員，上陣時間和前季接近。
2011年夏季，司職守門員的Francesc Arnau退役後，加梅斯獲任命為球隊隊長。2012年1月29日對的安達盧西亞大區打吡中，加梅斯為馬拉加聯賽上陣達200場，並助球隊主場勝2–1。 同一個賽季中他幫助 綽號「鯷魚」的馬拉加奪得他們在西甲聯賽排名的歷史新高，以第四名參加來年的歐洲冠軍聯賽並在隨後晉級到淘汰賽階段。
2012年5月12日，加梅斯與馬拉加續約至2016年6月。

### 馬德里競技
2014年8月8日，加梅斯加盟應屆西甲冠軍馬德里競技，簽訂三年合約。他的第一個賽季經常被主教練迭戈·西蒙尼指派為左後衛。 

## 榮譽

### 球會
馬德里競技
- 西班牙超級盃: 2014冠軍

### 國家隊
西班牙U23
- 地中海运动会：2005年

## 外部連結
- BDFutbol檔案 （页面存档备份，存于） （英文）
- Futbolme檔案 （西班牙文）
- Soccerway檔案 （页面存档备份，存于）